# А вот и Полли
«А вот и Полли» (англ. Along Came Polly) — романтическая комедия 2004 года с Дженнифер Энистон и Беном Стиллером в главных ролях.

## Сюжет
В первый же день медового месяца на тропических островах Рубен Феффер застаёт свою молодую жену Лизу в постели с инструктором по дайвингу. Совершенно убитый, он немедленно улетает домой и чуть ли не в первый вечер неожиданно сталкивается со своей бывшей одноклассницей Полли Принс. Постепенно Рубен понимает, что у него к этой девушке появляются тёплые чувства, и решает в кои-то веки не сдерживать себя.
Полли — немного сумасбродная, взбалмошная и эксцентричная особа, стихийная и совершенно непредсказуемая, она категорически не способна распланировать свою жизнь хотя бы на ближайшие полчаса. Девушка любит острую азиатскую еду, которая противопоказана слабому желудку Рубена, и ухаживает за старым полуслепым хорьком, когда-то случайно купленным в Вене. Рубен же — высокопрофессиональный страховой аналитик, воплощение точности, определённости и предусмотрительности, на каждое явление в окружающем мире он смотрит сквозь призму цифр статистики и процентов вероятности. Например, для того чтобы взвесить степень надёжности возможных вариантов собственного будущего, он даже прогоняет параметры Полли (и, для сравнения, Лизы) через свои рабочие компьютерные программы оценки страховых рисков. Результаты расчётов, естественно, немедленно попадаются на глаза Полли, её реакцию предсказать несложно.
В общем, они совершенно не подходят друг другу. А тут ещё, сполна отгуляв в тропиках заранее оплаченный медовый месяц, в Нью-Йорк возвращается Лиза, пока что — законная жена Рубена, которая, оказывается, всё ещё тешит себя надеждой «исправить это маленькое недоразумение»…

## В ролях
| Актёр                | Роль                                                                        |
| -------------------- | --------------------------------------------------------------------------- |
| Бен Стиллер          | Рубен Феффер страховой аналитик рисков                                      |
| Дженнифер Энистон    | Полли Принс официантка                                                      |
| Филип Сеймур Хоффман | Сэнди Лайл лучший друг и шафер Рубена, актёр                                |
| Дебра Мессинг        | Лиза Крамер жена Рубена                                                     |
| Алек Болдуин         | Стэн Индурски шеф Рубена                                                    |
| Хэнк Азариа          | Клод «некоронованный король» дайверов                                       |
| Брайан Браун         | Леланд Ван Лью миллионер-экстремал, VIP-клиент компании «Индурски и братья» |
| Мишель Ли            | Вивиан Феффер мать Рубена                                                   |
| Боб Диши             | Ирвинг Феффер отец Рубена                                                   |
| Мисси Пайл           | Роксанн                                                                     |
| Джуда Фридлендер     | Дастин                                                                      |
| Кевин Харт           | Вик                                                                         |
| Маси Ока             | Вон Сук                                                                     |
| Ким Уитли            | Глэдис                                                                      |
| Шерил Хайнс          | менеджер                                                                    |
| Кэролайн Аарон       | свадебный координатор                                                       |
| Рональд Хантер       |                                                                             |
| Митч Силпа           |                                                                             |

## Интересные факты
- Одним из продюсеров фильма выступил Дэнни Де Вито
- Бюджет фильма составил $ 42 миллиона. Кассовые сборы — более $ 171 миллиона. Гонорар Дженнифер Энистон составил $ 5 миллионов
- Съёмки картины проходили с ноября 2002 года по февраль 2003 года, хотя премьера состоялась в 2004 году